# جون ويكس (لاعب كرة قدم أمريكية)
جون ويكس (بالإنجليزية: Jon Weeks)‏ هو لاعب كرة قدم أمريكية أمريكي، ولد في 17 فبراير 1986 في أويستر باي في الولايات المتحدة.

## وصلات خارجية
- جون ويكس على موقع مرجع كرة القدم المحترفة.كوم (الإنجليزية)